# Doppelschnepfe

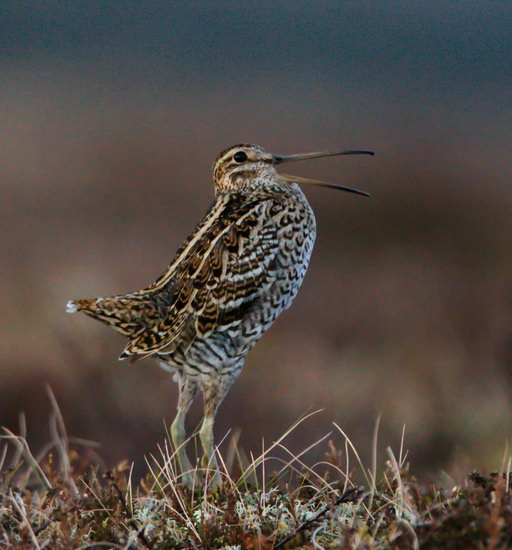
Balzende Doppelschnepfe

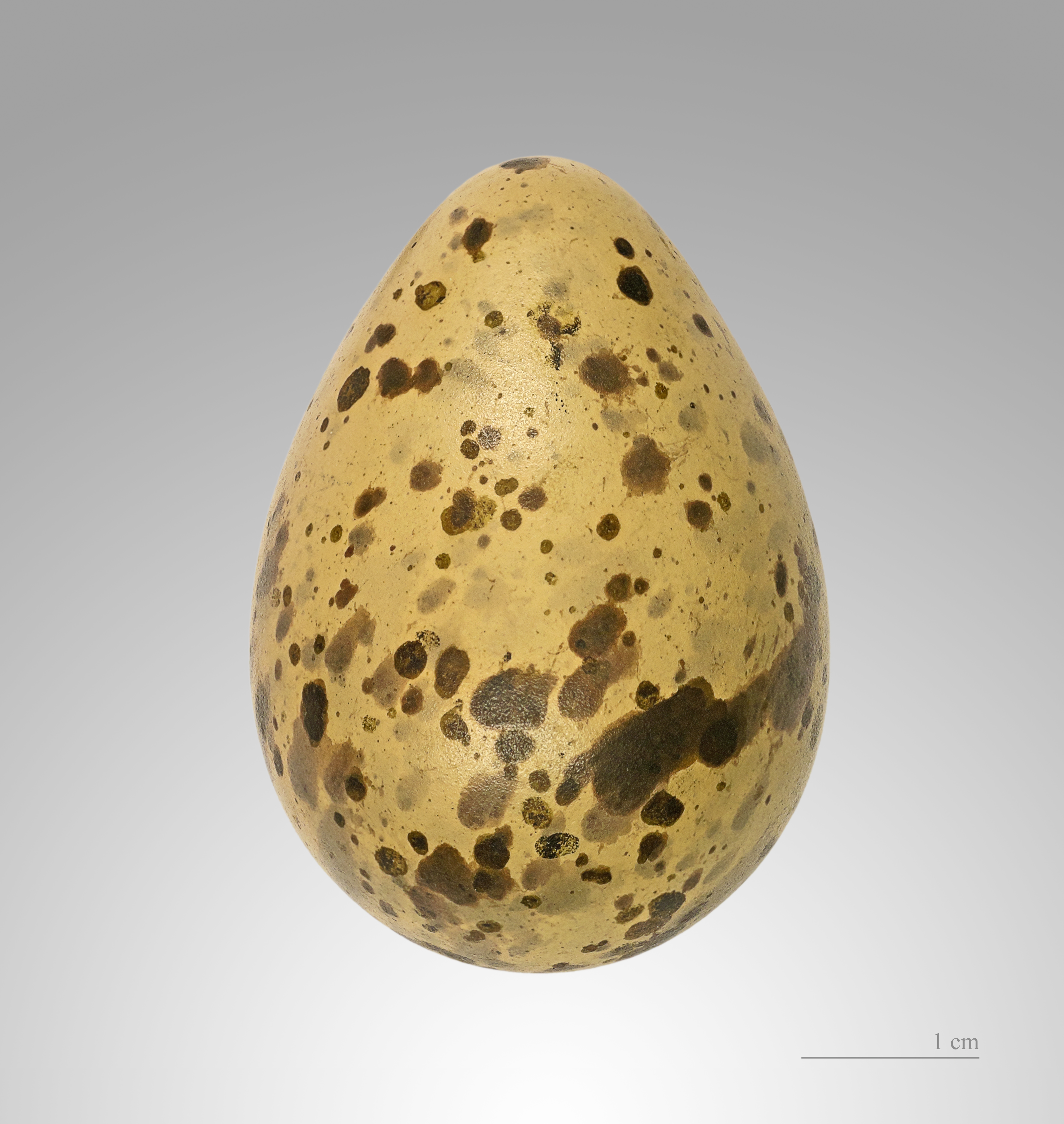
Ei der Doppelschnepfe

Die Doppelschnepfe (Gallinago media) ist eine Vogelart aus der Gattung der Bekassinen (Gallinago) in der Familie der Schnepfenvögel (Scolopacidae). Im Nordosten Mitteleuropas ist die Doppelschnepfe ein Brut- und Sommervogel. Außerhalb der Brutgebiete ist die Doppelschnepfe in Mitteleuropa ein seltener, zum Teil aber regelmäßiger Durchzügler. Während der Zugzeiten kann sie beispielsweise in Brandenburg, Tschechien und der Slowakei beobachtet werden.
Wegen des anhaltenden Bestandsrückgangs in Mittel- und Osteuropa wird die Doppelschnepfe von der IUCN als potenziell gefährdet (near threatened) eingeordnet.

## Merkmale
Die Doppelschnepfe ist 27 – 29 cm lang, hat eine Flügelspannweite von 42 bis 46 cm und ein Gewicht von 150 bis 260 g. Damit ist sie kräftiger gebaut als die Bekassine, hat einen kräftigeren aber kürzeren Schnabel und zwei weiße Flügelbinden. Weil sie damit fast doppelt so groß und schwer ist wie die Zwergschnepfe, erklärt sich ihr Name Doppelschnepfe.
Das Gefieder ist oberhalb gesprenkelt braun und unterhalb heller. Vom Schnabelansatz bis zum Auge geht ein dunkler Strich.
Außerhalb der Balzplätze sind Doppelschnepfen meist stumm. Aufgescheuchte Vögel lassen nur gelegentlich ein schnelles, kehliges Krächzen hören. Das Stimmrepertoire während der Arenabalz ist dagegen deutlich umfangreicher. Von den Männchen ist ein leises, nur wenige Meter weit zu hörendes Blubbern zu hören. Daneben sind Zwitscher- und Klicklaute zu vernehmen, die schließlich in ein lautes, vibrierendes Pfeifen übergehen.

## Vorkommen
Die Doppelschnepfe brütet in feuchten Mooren, an Flussniederungen und an Kahlflächen in der Nadelwaldzone Eurasiens von Norwegen bis zum Jenissej. Zu den wichtigsten europäischen Brutgebieten zählt der Dovrefjell-Sunndalsfjella-Nationalpark, wo etwa 400 Brutpaare brüten. Als einziges mitteleuropäisches Land weist Polen einen Brutbestand von Doppelschnepfen auf. Dieser wurde zu Beginn des 21. Jahrhunderts auf 750 bis 850 Brutpaare geschätzt. Doppelschnepfen sind Langstreckenzieher und überwintern im Sahel und im südlichen Afrika. Nur sehr wenige Vögel überwintern in Europa, die meisten halten sich in einem Überwinterungsquartier auf, das den Süden der Demokratischen Republik Kongo, den Westen und Süden Tansanias, Angola, Sambia und Malawi umfasst. Ein weniger bedeutsames Überwinterungsquartier befindet sich in Westafrika von Mali bis zum Tschad.
Der Hauptzug der skandinavischen und finnischen Population verläuft in breiter Front in nordsüdlicher Richtung durch Osteuropa. In Nigeria ist die Art am häufigsten im Zeitraum von August bis September und in Kenia im Zeitraum von Mitte Oktober bis Mitte November zu sehen. Der Frühjahrszug setzt sehr spät ein, einzelne Vögel halten sich noch im April in Sambia auf. Der Heimzug verläuft jedoch sehr schnell und die Brutgebiete werden von Mai bis Anfang Juni wieder besetzt.

## Verhalten
Die Nahrung der Doppelschnepfe besteht überwiegend aus Regenwürmern, Mollusken, Insekten (einschließlich deren Larven) sowie Sämereien. 
Die Doppelschnepfe hat ein aufwändiges Balzritual, bei dem sich bis zu zehn und in seltenen Fällen auch bis zu 20 Männchen zur Gemeinschaftsbalz auf bestimmten Plätzen versammeln. Zum Balzrepertoire gehört sowohl eine Singbalz als auch Flattersprünge, bei dem zwei Männchen gleichzeitig ein bis zwei Meter weit springen. Erscheint ein Weibchen im Revier eines Männchens nähert sich dieses unter lebhaften Flattersprüngen und Balzgesang. Dieses Verhalten lockt auch die Männchen aus den benachbarten Revieren an, was zu Verfolgungsflügen und zahlreichen Auseinandersetzungen der Männchen untereinander führt. Eine feste Paarbindung bildet sich nicht heraus.
Das Nest ist eine flache, mit etwas Gras und Moos gepolsterte Nestmulde, die meist gut verborgen in dichter Vegetation liegt. Das Gelege besteht aus drei bis vier Eiern. Die Brutzeit beträgt 22 bis 24 Tage und nur der weibliche Elternvogel brütet. Die Jungvögel werden 21 bis 28 Tage geführt.

## Bestandsentwicklung
Doppelschnepfen kamen noch im 19. Jahrhundert auch in Norddeutschland vor. Ab Mitte des 19. Jahrhunderts kam es jedoch in Mitteleuropa zu einem drastischen Bestandseinbruch. In Dänemark erlosch der Brutbestand bereits 1902. Die letzten deutschen Brutvögel gab es in den 1930er Jahren in Mecklenburg-Vorpommern. In den 1970er Jahren erloschen auch die Bestände in Finnland, Litauen und Lettland fast vollständig. In weiten Bereichen der Ukraine sowie in West- und Südrussland sowie in zahlreichen Niederungsgebieten Westpolens gingen die Bestände gleichfalls dramatisch zurück. Die noch bestehende polnische Brutpopulation brütet in noch weitgehend unzerstörten Flussniederungen Mittel- und Ostpolens. Der gesamte europäische Bestand wird zu Beginn des 21. Jahrhunderts auf 62.000 bis 170.000 Brutpaare geschätzt. Die größten Bestände gibt es im europäischen Teil Russlands mit 50.000 bis 140.000 Brutpaaren sowie Weißrussland mit 4.600 bis 6.000 Brutpaaren und Norwegen, wo noch zwischen 5.000 und 15.000 Paare brüten.

## Bestandsprognose
Die Doppelschnepfe gilt als eine der Arten, die vom Klimawandel besonders betroffen sein wird. Ein Forschungsteam, das im Auftrag der britischen Umweltbehörde und der RSPB die zukünftige Verbreitungsentwicklung von europäischen Brutvögeln auf Basis von Klimamodellen untersuchte, geht davon aus, dass sich das Verbreitungsgebiet bis zum Ende des 21. Jahrhunderts erheblich verkleinern und nach Nordosten verschieben wird. Das Verbreitungsgebiet wird sich unter anderem in Skandinavien verkleinern. In Mitteleuropa wird die Art dagegen vollständig fehlen.

## Belege